# John Addison
John Mervyn Addison (Chobham, 16 de março de 1920 – Bennington, Vermont, 7 de dezembro de 1998) foi um premiado compositor britânico.

## Biografia
John Addison ficou conhecido pela música que compôs para alguns filmes, como "Tom Jones", de 1963 (de Tony Richardson, com quem trabalhou em outros filmes significativos) e pelo qual ganhou um Óscar da Academia, e o filme A Bridge Too Far (Uma Ponte Longe Demais), de 1977, pelo qual recebeu o prêmio BAFTA.
Estudou composição, clarinete, oboé e piano na Royal Academy of Music de Londres.
Das suas obras destaca-se o bailado Corte Blanche, um concerto para trompete, e um tratamento moderno da ópera Polly de John Gay.

## Trilhas sonoras
- 1950 Seven Days to Noon
- 1951 High Treason
- 1951 Pool of London
- 1952 The Hour of 13
- 1953 The Man Between
- 1953 Terror on a Train
- 1953 The Red Beret
- 1954 The Maggie
- 1954 The Black Knight
- 1954 Make Me an Offer
- 1955 The Cockleshell Heroes
- 1956 Private's Progress
- 1956 Reach for the Sky
- 1956 Three Men in a Boat
- 1957 The Shiralee
- 1957 Lucky Jim
- 1957 Barnacle Bill
- 1958 I Was Monty's Double
- 1959 Carlton-Browne of the F.O.
- 1960 School for Scoundrels
- 1960 The Entertainer
- 1960 A French Mistress
- 1960 His and Hers
- 1961 A Taste of Honey
- 1962 Go to Blazes
- 1962 The Loneliness of the Long Distance Runner
- 1963 Girl in the Headlines
- 1963 Tom Jones
- 1964 Girl with Green Eyes
- 1964 Guns at Batasi
- 1964 The Peaches
- 1965 The Amorous Adventures of Moll Flanders
- 1965 The Loved One
- 1965 The Uncle
- 1966 I Was Happy Here
- 1966 A Fine Madness
- 1966 Torn Curtain
- 1967 The Honey Pot
- 1967 Smashing Time
- 1968 The Charge of the Light Brigade
- 1970 Start the Revolution Without Me
- 1970 Country Dance
- 1971 Mr. Forbush and the Penguins
- 1972 Sleuth
- 1973 Luther
- 1974 Dead Cert
- 1975 Ride a Wild Pony
- 1976 Swashbuckler
- 1976 The Seven-Per-Cent Solution
- 1977 A Bridge Too Far
- 1977 Joseph Andrews
- 1980 The Pilot
- 1982 Highpoint
- 1983 Strange Invaders
- 1985 Grace Quigley
- 1985 Code Name: Emerald